# Елбоу-Лейк (округ Бекер, Міннесота)
Елбоу-Лейк (англ. Elbow Lake) — переписна місцевість (CDP) в США, в округах Бекер і Клірвотер штату Міннесота. Населення — 118 осіб (2020).

## Географія
Елбоу-Лейк розташований за координатами 47°8′48″ пн. ш. 95°32′39″ зх. д. / 47.14667° пн. ш. 95.54417° зх. д. (47.146718, -95.544075).  За даними Бюро перепису населення США в 2010 році переписна місцевість мала площу 3,46 км², уся площа — суходіл.

## Демографія
Згідно з переписом 2010 року, у переписній місцевості мешкало 95 осіб у 38 домогосподарствах у складі 23 родин. Густота населення становила 27 осіб/км².  Було 74 помешкання (21/км²).
Расовий склад населення:
| - 56,8 % — корінних американців - 28,4 % — білих |

До двох чи більше рас належало 14,7 %. Частка іспаномовних становила 0,0 % від усіх жителів.
За віковим діапазоном населення розподілялося таким чином: 34,7 % — особи молодші 18 років, 54,8 % — особи у віці 18—64 років, 10,5 % — особи у віці 65 років та старші. Медіана віку мешканця становила 32,3 року. На 100 осіб жіночої статі у переписній місцевості припадало 111,1 чоловіків;  на 100 жінок у віці від 18 років та старших — 106,7 чоловіків також старших 18 років.
За межею бідності перебувало 28,3 % осіб, у тому числі 38,1 % дітей у віці до 18 років та 14,3 % осіб у віці 65 років та старших.
Цивільне працевлаштоване населення становило 14 особи. Основні галузі зайнятості: освіта, охорона здоров'я та соціальна допомога — 28,6 %, мистецтво, розваги та відпочинок — 21,4 %, публічна адміністрація — 14,3 %, науковці, спеціалісти, менеджери — 14,3 %.